# Bridger-súly
A Bridger-súly súlycsoport az ökölvívásban, amit Bridger Walker hat éves amerikai fiúról neveztek el, aki megmentette húgát egy kóbor kutyától. 2023 szeptemberéig csak a WBC ismerte el.

## Bajnokok
| # | Név                                     | Dátum                               | Címvédések |
| - | --------------------------------------- | ----------------------------------- | ---------- |
| 1 | Óscar Rivas(Ryan Rozickit legyőzve)     | 2021. október 22. – 2023. január 5. | 0          |
| 2 | Łukasz Różański(Alen Babić-ot legyőzve) | 2023. április 22. – napjainkig      | 0          |